# 薩摩亞錐齒喉盤魚
薩摩錐齒喉盤魚（學名：Conidens samoensis）為輻鰭魚綱喉盤魚目喉盤魚科的其中一種，分布於中東太平洋的薩摩亞群島海域，深度0至8公尺，本魚體延長，前部平扁，後部側扁，體不被鱗，覆有粘液層，腹鰭喉位，與周圍的皮褶特化成一吸盤，尾鰭圓形，體長可達4公分，屬底棲性魚類，生活在岩石海岸區，生活習性不明。

## 擴展閱讀
維基物種上的相關：薩摩錐齒喉盤魚